# 金星計劃

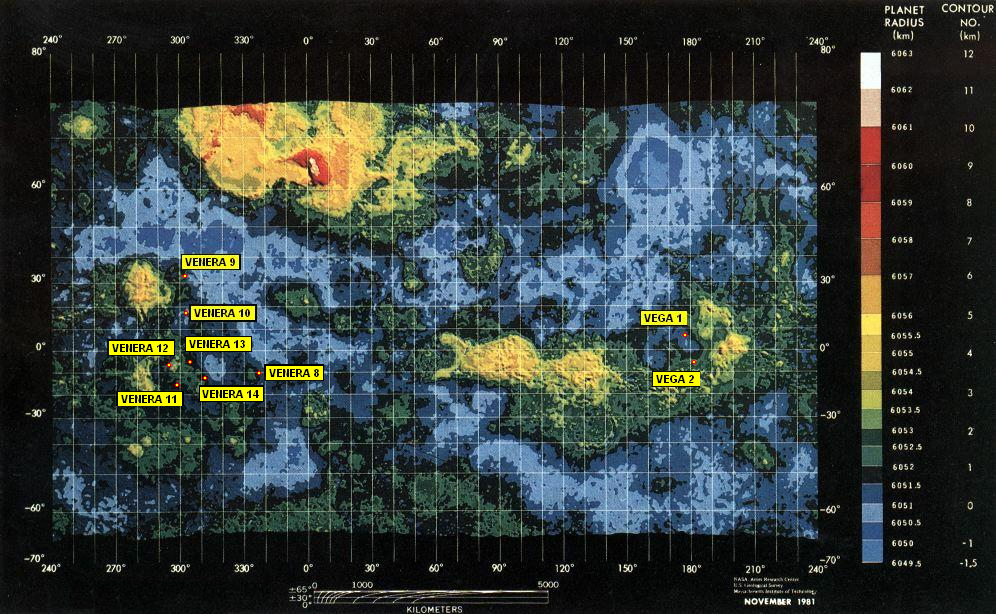
前苏联金星着陆器的位置。该地图根据太空探测器“先锋金星轨道器”数据绘制。

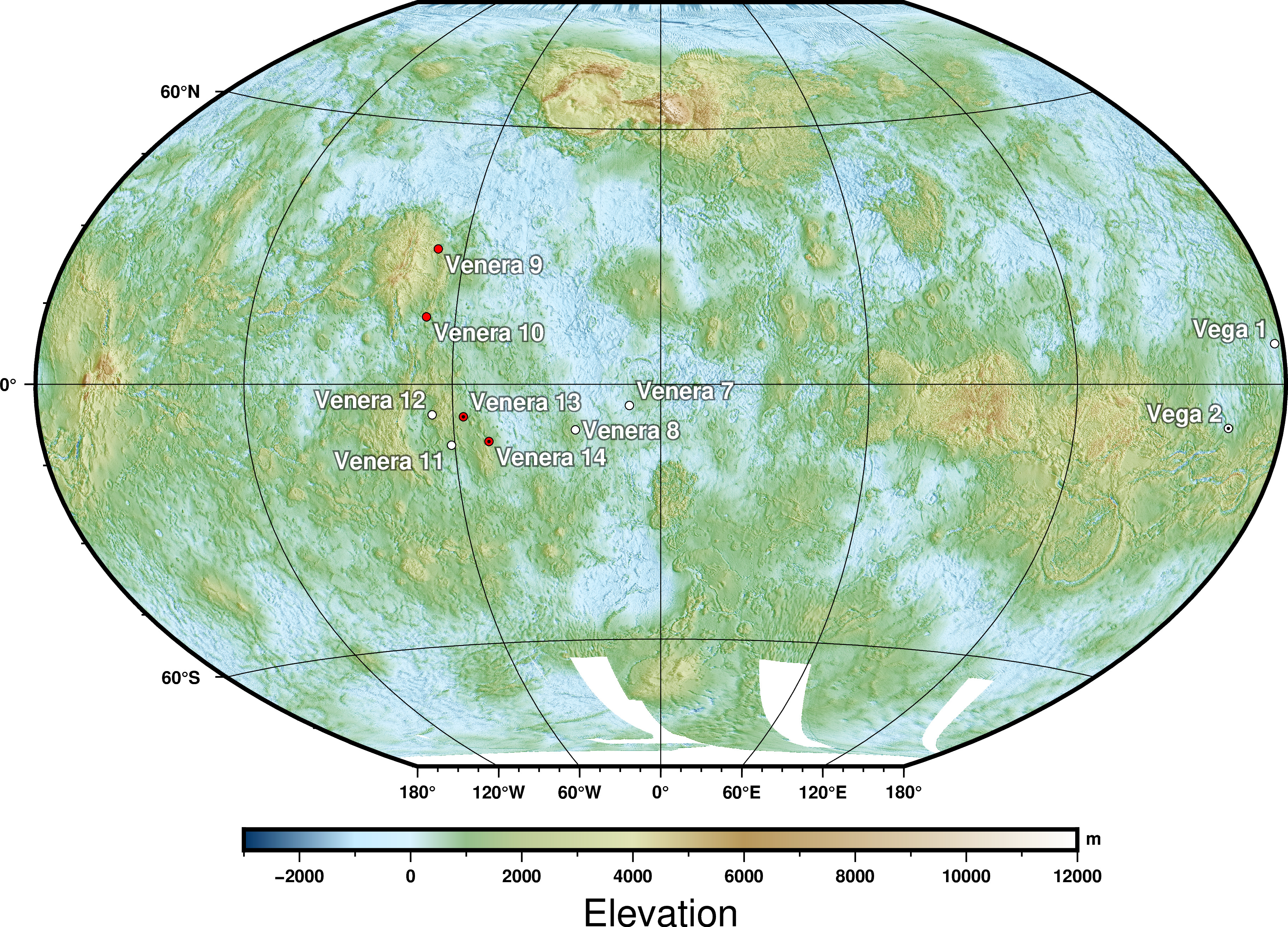
金星系列探测器着陆点位置。红点代表从金星表面返回图像的位置，中心的黑点表示分析地表样品的位置。根据先锋金星轨道器和麦哲伦号数据绘制的地图。

金星计划（俄语：Вене́ра，發音：[vʲɪˈnʲɛrə]，俄语中“金星”的意思）是1961年至1984年期间，苏联为收集有关金星信息而开发的系列太空探测器，其中10艘探测器成功降落在行星表面，包括两艘维加计划和金星-哈雷探测器，13艘探测器都成功进入了金星大气层。由于金星表面极端的环境，这些探测器只能在地表运行很短时间，一般为23分钟到2小时不等。

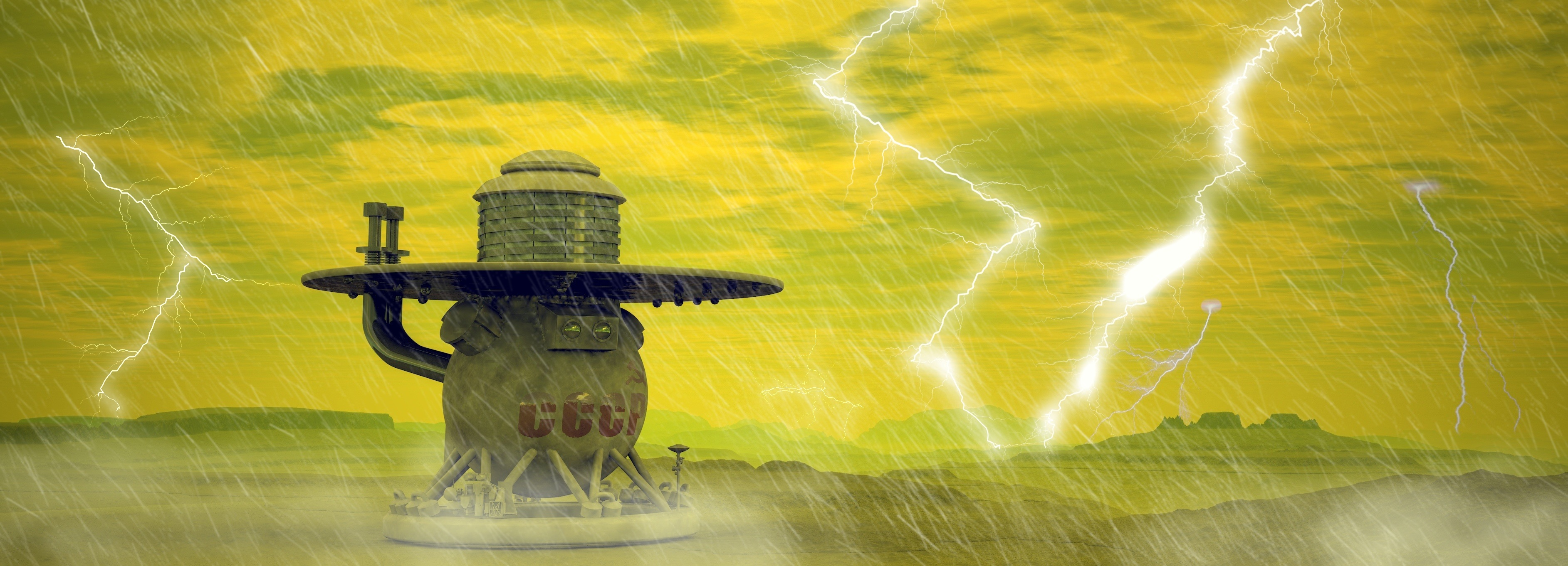
降落在金星表面的“金星号”太空探测器（艺术想像图）。

“金星计划”在太空探索方面开创了许多先例，其中包括首艘进入另一星球大气层的人造装置（1966年3月1日的金星3号），首次实现在另一行星上软着陆（1970年12月15日的金星7号），率先返回另一颗行星表面的图像（1975年6月8日的金星9号），也是第一次用高分辨率合成孔径雷达对行星进行扫描测绘（1983年6月2日的金星15号）。

## 金星系列探测器

### 金星1和2号

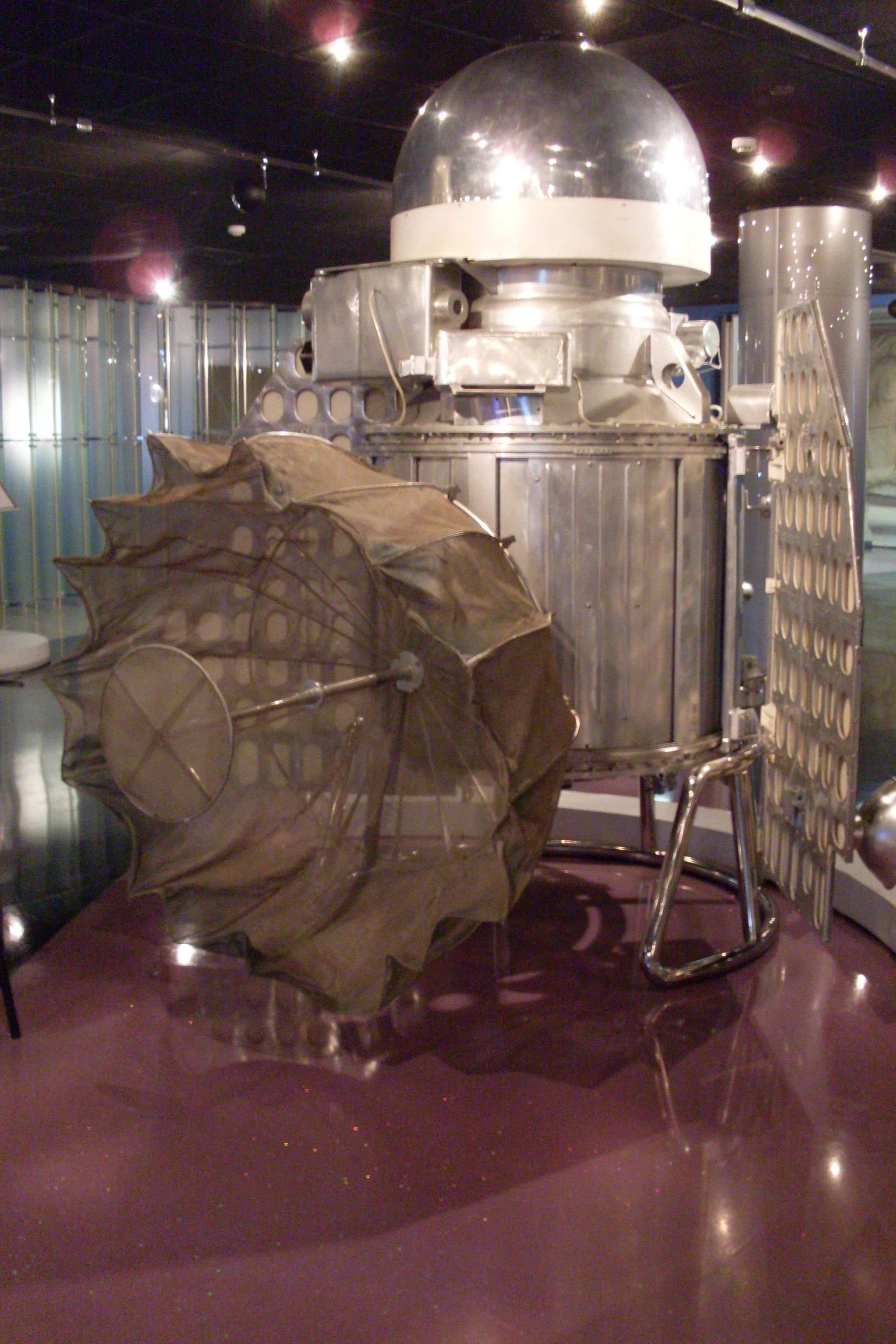
展放在莫斯科航天博物馆中的金星1号全尺寸模型

1961年2月4日，苏联首次发射尝试飞越金星的探测器，但未能离开地球轨道。按照当时苏联不公布失败任务细节的政策，这次发射以大型卫星的名义宣布，它也被称为“金星1VA号”。
与苏联其他一些行星探测器一样，后来的版本是成对发射，即在紧随第一艘之后就发射第二艘飞行器。
金星1号和金星2号原计划飞掠金星而不进入轨道。金星1号于1961年2月12日发射升空，但发射七天后遥测失败。据信它在距金星10万公里(6.2万英里)内经过，仍保留在日心轨道上。金星2号于1965年11月12日发射升空，但在离开地球轨道后也遭遇了遥测失败。
1960年代初，苏联其他几次飞往金星的探测器发射均遭挫折，但当时并没被宣布为行星任务，因而没获得正式的“金星”称号。
 

### 金星3到6号

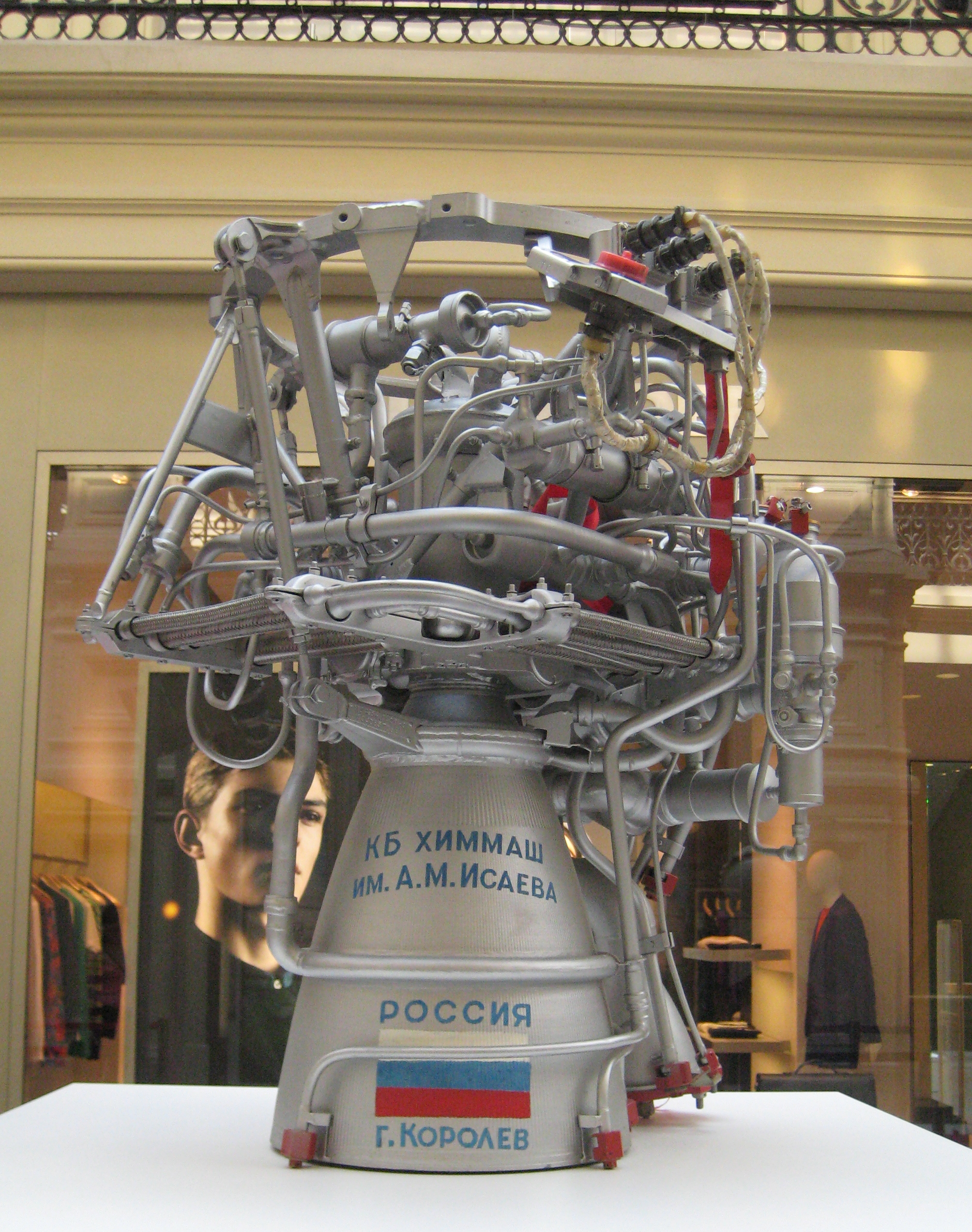
金星探测器的液体发动机

金星3到6号探测器都类似，它们重约一吨，由闪电型助推火箭发射，包括一艘巡航“巴士”和一个进入大气层的球形探测器。探测器被优化用于大气测量，但没有配备任何特殊着陆装置。虽然希望它们到达地表后仍能正常工作，但第一批探测器几乎立刻就失效了，使数据无法传输至地球。
1966年3月1日，当金星3号坠毁落时，成为首个撞击另一行星表面的人造物体。然而，由于航天器的数据探针在穿越大气时出现故障，因此，此次任务没有获取到金星大气的数据。
1967年10月18日，金星4号成为第一艘测量另一颗行星大气层的航天器。虽然苏联最初声称飞船完好无损地到达了表面，但经重新分析，包括美国水手5号探测器在飞越金星第二天获取的大气掩星数据，表明金星表面压力为75-100大气压，远高于金星4号所设计的25个标准大气压舱体强度，声明被撤回。
苏联意识到飞船在到达金星表面之前可能会被压碎，于是发射了金星5号和金星6号作为大气层探测器。这些飞船的设计目的是在进入行星大气层前抛弃近一半的有效载荷，它们分别记录了53分钟和51分钟的数据，同时在电池失效前通过降落伞缓慢下降。

### 金星7号
金星7号探测器是第一艘设计用于在金星表面环境下生存并进行软着陆的探测器。为了确保生存，它建造得过于庞大，安装在上面的设备几乎未经测试，而且由于内部切换控制板故障，被卡在“传输温度”位置，使得任务的数据输出进一步受到限制。尽管如此，系统控制人员还是成功地从摄氏465°（华氏869°）的温度数据中推断出了压力（90个标准大气压），这是首次直接表面测量的结果。金星4号至7号探测器的多普勒雷达测量到了金星大气（超级自转）中存在高速纬向风，高达100米/秒（330英尺）或362公里/小时（25英里/小时）。 
“金星7号”的降落伞在接近地表不远前失灵，使着陆器以17米/秒（56英尺/秒）的速度撞击地面并倾覆，但幸存下来。由于天线未能对准，无线电信号非常微弱，但在电池耗尽前（通过温度遥测）又坚持了23分钟。1970年12月15日，它成为首艘从金星表面传输回数据的人造探测器。

### 金星8号
1972年发射的金星8号配备了一套扩展表面研究的科学仪器（伽马能谱仪等），金星7号和8号的飞行器与早期的类似，其设计是为了满足探测器3号的任务需求。着陆器在下降过程中传输数据，并在阳光下着陆。它测量了光照强度，但没有安装相机，传输了将近一个小时的数据。 

### 金星9-12号
继宇宙482号失败后，1976年的金星9号和10号探测器以及1978年的金星11号和12号探测器都作了进一步的设计改进。它们重约5吨，由强大的质子运载火箭发射，包括一艘充当数据传输和中继的飞行器，飞行器安装有刹车引擎以减速进入金星轨道，并作为着陆探测器传输信号的接收器和中继站。探测器被安装在一个球形隔热罩里，固定在飞行器的顶部。这些探测器为登陆金星表面操作进行了优化的，设计不同寻常，包括一个球形隔间，以确保尽可能长地保护电子设备免受大气压力和热量的影响，下面是一圈用于着陆的减震“冲压环”，而压力球上方是一具圆柱式天线结构和一圈类似于天线，但实际上是气动制动器的宽碟形结构。这些着陆器被设计成至少能在金星表面运行30分钟。不同任务携带的仪器各不相同，但都包括有照相机、大气和土壤分析设备。所有四艘着陆器都有部分或全部相机镜头盖未打开的问题。
金星9号着陆器运行了至少53分钟，并用两台摄像头中的一台拍摄了照片，另一台相机的镜头盖没有松开。 
金星10号着陆器运行了至少65分钟，并用两台摄像机中的一台拍摄了照片，另一个镜头盖没有松开。 
金星11号着陆器运行了至少95分钟，但相机的镜头盖都没有松开。
金星12号着陆器运行了至少110分钟，但相机的镜头盖都没有松开。

### 金星13和14号

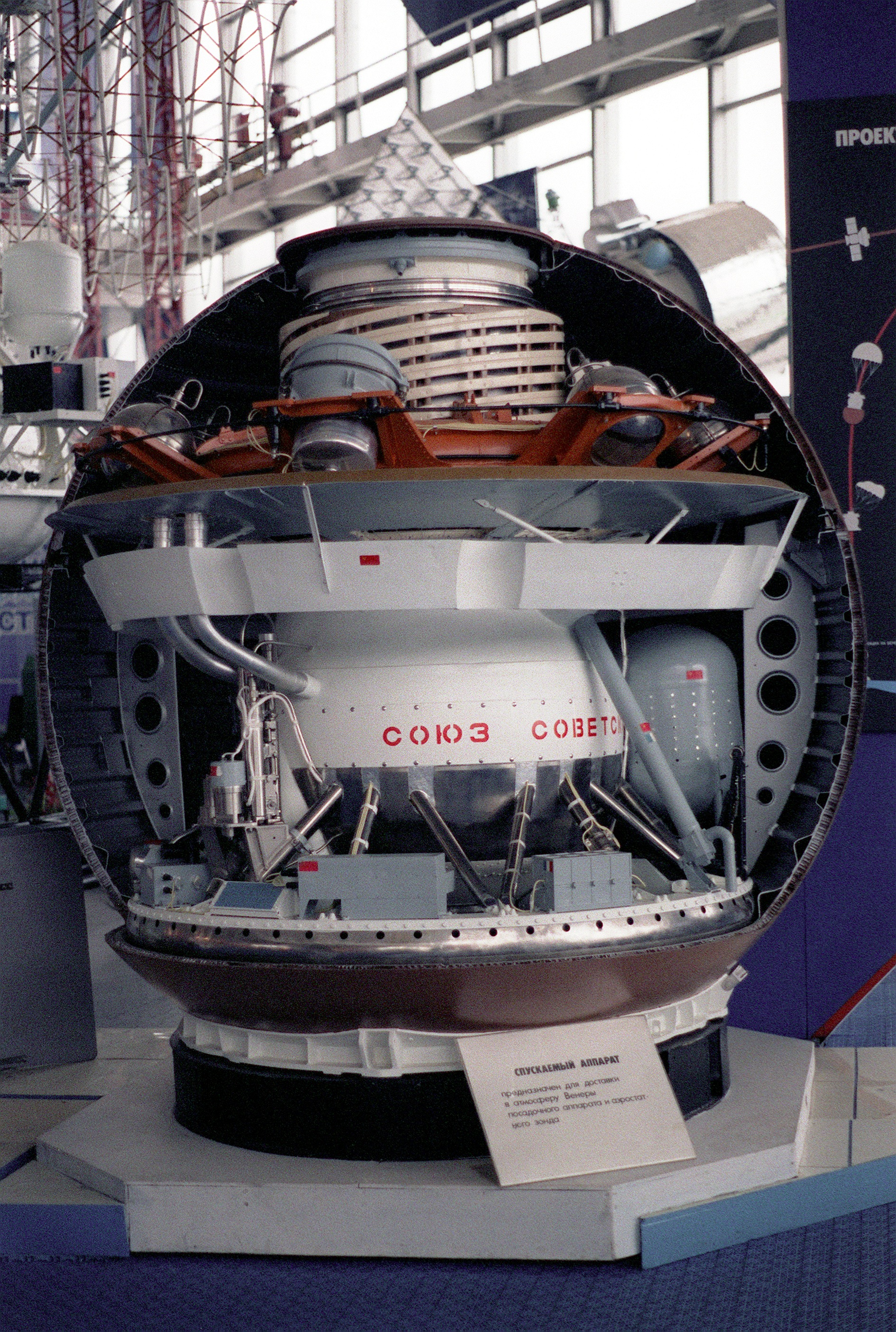
金星登陆器模型

金星13号和14号（1981年-1982年）各有一艘载有大部分仪器和电子设备的下降艇/着陆器，以及一艘用作通信中继的飞越航天器。设计类似于早期的金星9-12号着陆器。它们携带了包括照相机、麦克风、钻头和地表采样器以及地震仪等仪器，在着陆后对地表和大气进行科学测量。同时，也安装了在下降阶段记录金星大气层中放电情况的仪器。 
这两艘着陆器降落地点相距约950公里（590英里），就位于一处被称为福柏区的高地东部延伸区东面。金星13号着陆器运行了127分钟，而金星14号着陆器也运行了57分钟，原计划设计寿命只有32分钟。金星14号不幸将相机镜头盖直接喷射到压缩性测试臂下方的地表位置，并返回了镜头盖而非地表的可压缩性信息，着陆器将数据传输到飞行器上，飞行器在飞越金星时充当了数据中继。

### 金星15和16号

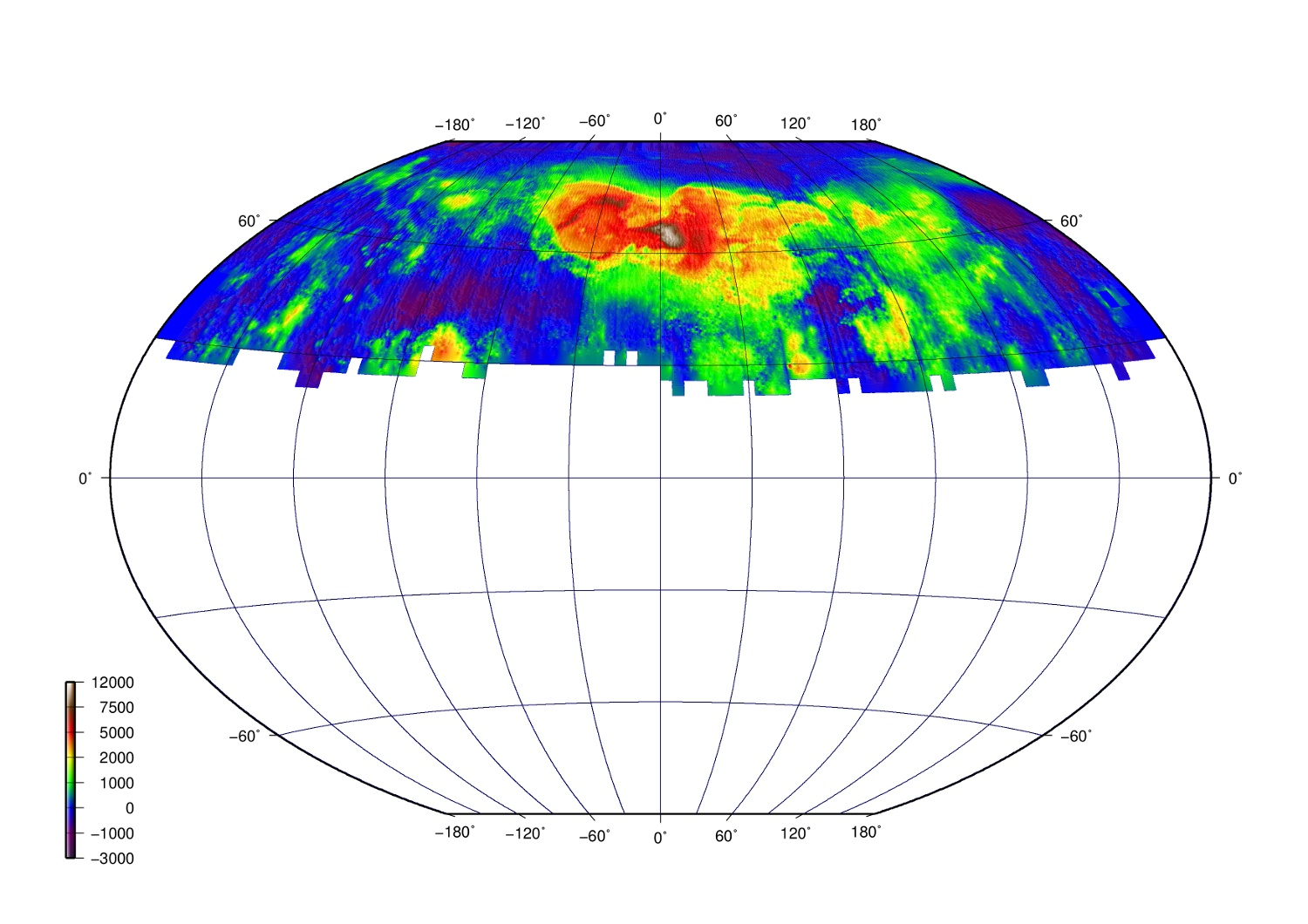
金星15/16号获得的雷达地形图

1983年的金星15号和金星16号飞行器主要为轨道飞行任务，与以前的探测器类似，但进入大气层的探测器被表面成像雷达设备取代，雷达成像是穿透金星厚密的云层所必需的。

### 维加号探测器
1984年发射到金星和哈雷彗星的维加（西里尔文: ВеГа）探测器也采用了金星计划的基本设计，包括着陆器和可传送大约两天数据的大气层气球。“维加”是"Venera"(俄语的金星)和"Gallei" (俄语的哈雷)的合成词。

## 未来

### 金星-D
金星-D为计划中的金星任务，将包括一艘高性能轨道飞行器和一架着陆器。就发射到金星的总质量来看，最佳发射时机将出现在2026年和2031年。金星-D可包含一些美国宇航局的组件，包括气球、测量等离子体的子卫星或是着陆器上长寿命(24小时)地面站。

## 科学发现
从金星探测器获取的数据中得到了许多有关金星的科学发现。例如，在分析金星15和16返回的雷达图像后得出结论，金星表面的山脊和沟槽是构造变形的结果。

## 金星探测器相机的成败
金星9号和10号着陆器各安装有两部摄像机，然而，在这两次任务中，都只有一部功能正常，因为二艘着陆器上的第二部摄像机镜头盖都未能分离。金星11号和12号的设计有所改变，但在这些任务中，所有的相机都失败了。金星13号和14号是所有相机都正常工作的着陆器，但不幸的是，金星14号上的钛製透镜盖准确地落在了土壤压缩探针瞄准的区域。

## 金星探测器类型
| 模块        | 类型                 | 首次发射   | 最后发射   | 任务 (成功/总计) | 运载火箭 | 质量                                 | 搭载设备            |
| ----------- | -------------------- | ---------- | ---------- | ---------------- | -------- | ------------------------------------ | ------------------- |
| 1VA         | 撞击                 | 1961/02/04 | 1961/2/12  | 0/2              | 闪电     | 643.5（1,419磅）                     | 5部科学仪器         |
| 2MV-1       | 飞掠和大气层探测     | 1962/08/25 | 1962/09/01 | 0/2              | 闪电     | 1,097（2,418磅）                     | 11部科学仪器        |
| 2MV-2       | 飞掠                 | 1962/09/12 | 1962/09/12 | 0/1              | 闪电     | 890（1,960磅）                       | 10 部科学仪器       |
| 3MV-1 和 1A | 飞掠                 | 1964/02/19 | 1964/04/02 | 0/3              | 闪电     | 800（1,800磅） (1A)和 948（2,090磅） | 10部科学仪器        |
| 3MV-4       | 飞掠                 | 1965/11/12 | 1965/11/23 | 0/2              | 闪电-M   | 963（2,123磅）                       | 11部科学仪器        |
| 3MV-3       | 大气层探测器和着陆器 | 1965/11/16 | 1965/11/16 | 0/1              | 闪电-M   | 958（2,112磅）                       | 10部科学仪器        |
| 1V          | 大气层探测器和着陆器 | 1967/06/12 | 1967/06/17 | 1/2              | 闪电-M   | 1,106（2,438磅）                     | 8 台科学仪器        |
| 2V          | 大气层探测器和着陆器 | 1969/01/05 | 1969/01/10 | 2/2              | 闪电-M   | 1,130（2,490磅）                     | 8部科学仪器         |
| 3V          | 大气层探测器和着陆器 | 1970/08/17 | 1972/03/31 | 2/4              | 闪电-M   | 1,180（2,600磅）                     | 5或9部科学仪器      |
| 4V-1 和 1M  | 轨道器和着陆器       | 1975/10/22 | 1981/04/11 | 6/6              | 质子-K   | 4,363（9,619磅） 5,033（11,096磅）   | 16和21部科学仪器    |
| 4V-2        | 轨道器               | 1983/06/02 | 1983/06/07 | 2/2              | 质子-K   | 5,250（11,570磅） 5,300（11,700磅）  | 带雷达共7部科学仪器 |

## 所有金星计划的飞行数据
| 名称             | 任务           | 发射           | 抵达           | 运行时间分钟 | 结果 | 照片   | 着陆器 坐标                           |
| ---------------- | -------------- | -------------- | -------------- | ------------ | --- | ------ | ------------------------------------- |
| 1VA (金星号原型) | 飞掠           | 1961年2月4日   | 不適用         | 不適用       | 未脱离环地轨道 |        | 不適用                                |
| 金星1号          | 飞掠           | 1961年2月12日  | 不適用         | 不適用       | 前往金星的途中失去通讯 |        | 不適用                                |
| 金星2MV-1第1号   | 大气层探测器   | 1962年8月25日  | 不適用         | 不適用       | 脱离阶段失败，三天后重返大气层。 |        | 不適用                                |
| 金星2MV-1第2号   | 大气层探测器   | 1962年9月1日   | 不適用         | 不適用       | 脱离阶段失败，五天后重返大气层。 |        | 不適用                                |
| 金星2MV-2第1号   | 飞掠           | 1962年9月12日  | 不適用         | 不適用       | 第三级火箭爆炸，探测器被毁。 |        | 不適用                                |
| 金星3MV-1第2号   | 飞掠           | 1964年2月19日  | 不適用         | 不適用       | 未进入转移轨道 |        | 不適用                                |
| 宇宙27号         | 飞掠           | 1964年3月27日  | 不適用         | 不適用       | 脱离阶段失败 |        | 不適用                                |
| 金星2号          | 飞掠           | 1965年11月12日 | 不適用         | 不適用       | 到达金星前通讯中断 |        | 不適用                                |
| 金星3号          | 大气层探测器   | 1965年11月16日 | 不適用         | 不適用       | 进入金星大气层前失去通讯。是1966年3月1日首艘降落在另一星球的人造物体。可能的着陆范围：南纬20°至北纬20°N，东经60°至80°。 |        | 不適用                                |
| 宇宙96号         | 大气层探测器   | 1965年11月23日 | 不適用         | 不適用       | 未脱离地球轨道并重返大气层。一些研究人员认为是1965年12月9日在美国宾夕法尼亚州附近发生的凯克斯堡坠毁事件，在不明飞行物研究人员中被称为“凯克斯堡事件”。苏联所有未脱离地球轨道的航天器，都习惯性地改称为“宇宙号”，而不考虑飞船的原定任务。该名称也适用于苏联/俄罗斯其他计划进入环地轨道的航天器。 |        | 不適用                                |
| 金星4号          | 大气层探测器   | 1967年6月12日  | 1967年10月18日 | 不適用       | 首艘进入另一行星大气层并返回数据的探测器，虽然它没有发回金星表面信息，但这是所有探测器中首次进行的行星际信号传输。它降落在北纬19度、东经38度附近。 |        | 不適用                                |
| 宇宙167号        | 大气层探测器   | 1967年6月17日  | 不適用         | 不適用       | 脱离阶段失败，八天后重返地球大气层。 |        | 不適用                                |
| 金星5号          | 大气层探测器   | 1969年1月5日   | 1969年5月16日  | 53           | 在距地表26公里(16英里)内被压碎前，成功发回了大气数据，降落在南纬3°、东经18°处。 |        | 不適用                                |
| 金星6号          | 大气层探测器   | 1969年1月10日  | 1969年5月17日  | 51           | 在距地表11公里(6.8英里)内被压碎之前，成功地返回了金星大气数据。降落在南纬5°、东经23°处。 |        | 不適用                                |
| 金星7号          | 着陆器         | 1970年8月17日  | 1970年12月15日 | 23           | 首次成功降落在另一星球上并第一次从行星表面发回数据，运行23分钟后才毁于金星的高温和压力。 |        | 5°S 351°E / 5°S 351°E                 |
| 宇宙359号        | 着陆器         | 1970年8月22日  | 不適用         | 不適用       | 逃逸阶段失败，最终进入椭圆形环地轨道。 | 不適用 | 不適用                                |
| 金星8号          | 着陆器         | 1972年3月27日  | 1972年7月22日  | 50           | 降落在以南纬10.70°、东经335.25°为中心的半径150公里(93英里)范围内。 |        | 10°S 335°E / 10°S 335°E               |
| 宇宙482          | 探测器         | 1972年3月31日  | 不適用         | 不適用       | 逃逸阶段在跨入飞往金星轨道期间爆炸，一些碎片再入大气层，另一些则留在地球轨道上。 | 不適用 | 不適用                                |
| 金星9号          | 轨道器和着陆器 | 1975年6月8日   | 1975年10月22日 | 53           | 发回了首幅金星表面的黑白照片，降落在以北纬31.01°、东经291.64°为中心，半径150公里(93英里)范围内。 |        | 31°N 291°E / 31°N 291°E               |
| 金星10号         | 轨道器和着陆器 | 1975年6月14日  | 1975年10月25日 | 65           | 降落以北纬15.42°、东经291.51°为中心，半径150公里(93英里)的范围内。 |        | 15°42′N 291°51′E / 15.700°N 291.850°E |
| 金星11号         | 飞掠和着陆器   | 1978年9月9日   | 1978年12月25日 | 95           | 着陆器抵达，但成像系统失灵。 |        | 14°S 299°E / 14°S 299°E               |
| 金星12号         | 飞掠和着陆器   | 1978年9月14日  | 1978年12月21日 | 110          | 着陆器记录到了被认为是闪电的现象。 |        | 07°S 294°E / 7°S 294°E                |
| 金星13号         | 飞掠和着陆器   | 1981年10月30日 | 1982年3月1日   | 127          | 发回了首张金星表面的彩色图像，并使用光谱仪在土壤样本中发现了白榴石玄武岩。 |        | 07°05′S 303°00′E / 7.083°S 303.000°E  |
| 金星14号         | 飞掠和着陆器   | 1981年11月14日 | 1982年3月5日   | 57           | 一份土壤样本中显示了拉斑玄武岩(类似于地球大洋中脊上发现的玄武岩)。 |        | 13°25′S 310°00′E / 13.417°S 310.000°E |
| 金星15号         | 轨道器         | 1983年6月2日   | 1983年10月10日 | 不適用       | 与金星16号一起绘制了北半球北纬30度以上地区的地图(分辨率1-2公里)。 |        | 不適用                                |
| 金星16号         | 轨道器         | 1983年6月7日   | 1983年10月14日 | 不適用       | 与金星15号一起绘制了北半球北纬30度以上地区的地图(分辨率1-2公里)。 |        | 不適用                                |
| 维加1号          | 飞掠和着陆器   | 1984年12月15日 | 1985年6月11日  | 不適用       | 维加计划的一部分，这艘飞船当时正在前往哈雷彗星。着陆器在进入大气层过程中，舱中检测地表的仪器过早开始工作，导致着陆失败。参见维加1号。 |        | 07°05′N 177°07′E / 7.083°N 177.117°E  |
| 维加2号          | 飞掠和着陆器   | 1984年12月21日 | 1985年6月15日  | 56           | 维加计划的一部分，该艘飞船当时正在前往哈雷彗星。 |        | 08°05′S 177°07′E / 8.083°S 177.117°E  |

## 另请参阅
- 先驱者金星计划
- 金星-D——太空探测计划
- 太陽系探測器列表
- 太陽系探索時間線